# Alpské lyžování na Zimních olympijských hrách 2022 – smíšená družstva
Soutěž smíšených družstev na Zimních olympijských hrách 2022 se konal 20. února 2022 jako poslední jedenáctý závod v alpském lyžování pekingské olympiády na sjezdovce Rainbow Národního centra alpského lyžování v obvodu Jen-čching. Start paralelního slalomu s týmy složenými z mužů a žen proběhl v 9.00 hodin místního času. Závod byl o den odložen kvůli silnému větru. Nastoupilo do něj 15 týmů tvořených 75 lyžaři. Jednalo se o jednu z devíti smíšených soutěží na pekingské olympiádě, která měla premiéru na ZOH 2018 v Pchjongčchangu.
Obhájcem olympijského zlata bylo Švýcarsko, které vypadlo ve čtvrtfinále s Německem. Do soutěže se kvalifikoval také stříbrný medailista z roku 2018 Rakousko a bronzové družstvo Norů.
Průběžná lídryně Světového poháru, Američanka Mikaela Shiffrinová, usilovala po výpadcích v individuálních závodech o zisk první medaile z pekingských her a celkově čtvrté olympijské. Jako druhá lyžařka historie nastoupila na jediné olympiádě do všech šesti závodů. Američané však prohráli souboj v semifinále i o bronz a skončili čtvrtí.

## Medailisté
Historicky druhým olympijským vítězem ve smíšené soutěži družstev z alpského lyžování se stalo Rakousko ve složení Katharina Liensbergerová, Katharina Truppeová, Stefan Brennsteiner a Johannes Strolz včetně náhradníků Kathariny Huberové s Michaelem Mattem. Strolz se tak stal nejúspěšnějším alpským lyžařem pekingských her, když k individuálnímu zlatu a stříbru přidal výhru z týmové soutěže.
Stříbrný kov získalo Německo, jehož tým tvořili Emma Aicherová, Lena Dürrová, Julian Rauchfuß, Alexander Schmid a Linus Straßer. Jednalo se o první německou medaili v alpském lyžování olympijských her od stříbra Höflové-Rieschové ze superobřího slalomu sočské olympiády 2014.
Bronz obhájilo Norsko, úřadující mistr světa po výhře v malém finále nad Spojenými státy. Jeho tým tvořili Thea Louise Stjernesundová, Maria Therese Tvibergová, Timon Haugan a Fabian Wilkens Solheim. Členy výběru byli i náhradníci Mina Fürstová Holtmannová a Rasmus Windingstad.
| Zlato | Stříbro                                                                    | Bronz |
| --- | -------------------------------------------------------------------------- | --- |
| Rakousko | Německo                                                                    | Norsko |
| Katharina Huberová Katharina Liensbergerová Katharina Truppeová Stefan Brennsteiner Michael Matt Johannes Strolz | Emma Aicherová Lena Dürrová Julian Rauchfuß Alexander Schmid Linus Straßer | Mina Fürstová Holtmannová Thea Louise Stjernesundová Maria Therese Tvibergová Timon Haugan Fabian Wilkens Solheim Rasmus Windingstad |

## Formát
Účast v soutěži paralelního slalomu si zajistilo 16 nejlepších národních týmů podle celkového bodového hodnocení v žebříčku národů FIS. Každý tým tvořili čtyři lyžaři, z toho dvě ženy a dva muži. Družstvo mohlo také nominovat dva náhradníky.
Formát soutěže vycházel z vyřazovacího systému, kdy se vždy utkala dvě družstva systémem KO; vítěz postoupil do dalšího kola, poražený soutěž opustil. V každém vzájemném duelu proti sobě na paralelních tratích slalomu nastoupily dvě dvojice mužů a dvě dvojice žen. Níže nasazený tým nasazoval závodníky do jednotlivých jízd jako první. Soupeř tak měl výhodu zpárovat dvojice podle své strategie. Vítěz každé jízdy získal bod. Závodilo se o čtyři body. V případě nerozhodného stavu po čtyřech jízdách, postoupil tým s nižším součtem dvou nejrychlejších týmových časů složených vždy z jednoho mužského a jednoho ženského. Při rovnosti součtu časů postoupil výběr s nižším nasazením, tj. výše postavený na žebříčku FIS, vyjma přímých bojů o medaile, kde byl žebříček irelevantní. V případě vypadnutí obou závodníků jedné jízdy připadl bod družstvu, jehož lyžař dojel na trati dále.

## Pohár národů FIS
O účasti rozhodlo pořadí v žebříčku Poháru národů FIS před zahájením olympiády. Chorvatsko se účasti v soutěži vzdalo. Jeho místo přešlo na sportovce Ruského olympijského týmu. Nový Zéland neměl na olympiádě minimální počet čtyř lyžařů nutný pro soutěž. Před startem odstoupila také Velká Británie a nejvýše nasazené Rakousko získalo volný los do čtvrtfinále.
| Pohár národů FIS (k 16. lednu 2022)   | Pohár národů FIS (k 16. lednu 2022) | Pohár národů FIS (k 16. lednu 2022) | Pohár národů FIS (k 16. lednu 2022) | Pohár národů FIS (k 16. lednu 2022) | Pohár národů FIS (k 16. lednu 2022) |
| Pořadí                                | stát                                | body                                | Pořadí                              | stát                                | body                                |
| ------------------------------------- | ----------------------------------- | ----------------------------------- | ----------------------------------- | ----------------------------------- | ----------------------------------- |
| 1.                                    | Rakousko                            | 6237                                | 14.                                 | Velká Británie                      | 164                                 |
| 2.                                    | Švýcarsko                           | 5671                                | 15                                  | Polsko                              | 163                                 |
| 3.                                    | Itálie                              | 3865                                | 16.                                 | Nový Zéland                         | 128                                 |
| 4.                                    | Norsko                              | 2907                                | 17.                                 | Sportovci ROV                       | 84                                  |
| 5.                                    | Spojené státy americké              | 2343                                | 18.                                 | Belgie                              | 82                                  |
| 6.                                    | Francie                             | 2229                                | 19.                                 | Bulharsko                           | 73                                  |
| 7.                                    | Německo                             | 1577                                | 20.                                 | Japonsko                            | 52                                  |
| 8.                                    | Slovinsko                           | 1264                                | 21                                  | Španělsko                           | 32                                  |
| 9.                                    | Kanada                              | 1159                                | 22.                                 | Finsko                              | 28                                  |
| 10.                                   | Švédsko                             | 1120                                | 23.                                 | Bosna a Hercegovina                 | 13                                  |
| 11.                                   | Slovensko                           | 951                                 | 24.                                 | Bělorusko                           | 11                                  |
| 12.                                   | Chorvatsko                          | 405                                 | 25.                                 | Nizozemsko                          | 6                                   |
| 13.                                   | Česko                               | 220                                 | 26.                                 | Čína                                | 0                                   |
| – účast v soutěži – pořadatelský stát |                                     |                                     |                                     |                                     |                                     |

## Složení družstev
Každé družstvo mohlo tvořit šest závodníků, tři muži a tři ženy. Kurzivou jsou uvedeni náhradníci, kteří do soutěže nezasáhli.
| Nas. | Stát                   | lyžař                       |
| ---- | ---------------------- | --------------------------- |
| 1.   | Rakousko               | Katharina Huberová          |
| 1.   | Rakousko               | Katharina Liensbergerová    |
| 1.   | Rakousko               | Katharina Truppeová         |
| 1.   | Rakousko               | Stefan Brennsteiner         |
| 1.   | Rakousko               | Michael Matt                |
| 1.   | Rakousko               | Johannes Strolz             |
| 2.   | Švýcarsko              | Andrea Ellenbergerová       |
| 2.   | Švýcarsko              | Wendy Holdenerová           |
| 2.   | Švýcarsko              | Camille Rastová             |
| 2.   | Švýcarsko              | Gino Caviezel               |
| 2.   | Švýcarsko              | Justin Murisier             |
| 3.   | Itálie                 | Marta Bassinová             |
| 3.   | Itálie                 | Federica Brignoneová        |
| 3.   | Itálie                 | Nicol Delagová              |
| 3.   | Itálie                 | Luca De Aliprandini         |
| 3.   | Itálie                 | Tommaso Sala                |
| 3.   | Itálie                 | Alex Vinatzer               |
| 4.   | Norsko                 | Mina Fürstová Holtmannová   |
| 4.   | Norsko                 | Thea Louise Stjernesundová  |
| 4.   | Norsko                 | Maria Therese Tvibergová    |
| 4.   | Norsko                 | Timon Haugan                |
| 4.   | Norsko                 | Fabian Wilkens Solheim      |
| 4.   | Norsko                 | Rasmus Windingstad          |
| 5.   | Spojené státy americké | AJ Hurtová                  |
| 5.   | Spojené státy americké | Paula Moltzanová            |
| 5.   | Spojené státy americké | Mikaela Shiffrinová         |
| 5.   | Spojené státy americké | Tommy Ford                  |
| 5.   | Spojené státy americké | River Radamus               |
| 5.   | Spojené státy americké | Luke Winters                |
| 6.   | Francie                | Clara Direzová              |
| 6.   | Francie                | Coralie Frasseová Sombetová |
| 6.   | Francie                | Tessa Worleyová             |
| 6.   | Francie                | Mathieu Faivre              |
| 6.   | Francie                | Thibaut Favrot              |
| 6.   | Francie                | Alexis Pinturault           |
| 7.   | Německo                | Emma Aicherová              |
| 7.   | Německo                | Lena Dürrová                |
| 7.   | Německo                | Julian Rauchfuß             |
| 7.   | Německo                | Alexander Schmid            |
| 7.   | Německo                | Linus Straßer               |

| Nas. | Stát          | lyžař                       |
| ---- | ------------- | --------------------------- |
| 8.   | Slovinsko     | Ana Buciková                |
| 8.   | Slovinsko     | Tina Robniková              |
| 8.   | Slovinsko     | Andreja Slokarová           |
| 8.   | Slovinsko     | Miha Hrobat                 |
| 8.   | Slovinsko     | Žan Kranjec                 |
| 9.   | Kanada        | Cassidy Grayová             |
| 9.   | Kanada        | Erin Mielzynská             |
| 9.   | Kanada        | Trevor Philp                |
| 9.   | Kanada        | Erik Read                   |
| 10.  | Švédsko       | Hanna Aronssonová Elfmanová |
| 10.  | Švédsko       | Hilma Lövblomová            |
| 10.  | Švédsko       | Kristoffer Jakobsen         |
| 10.  | Švédsko       | Mattias Rönngren            |
| 11.  | Slovensko     | Petra Hromcová              |
| 11.  | Slovensko     | Rebeka Jančová              |
| 11.  | Slovensko     | Adam Žampa                  |
| 11.  | Slovensko     | Andreas Žampa               |
| 12.  | Česko         | Tereza Nová                 |
| 12.  | Česko         | Elese Sommerová             |
| 12.  | Česko         | Kryštof Krýzl               |
| 12.  | Česko         | Jan Zabystřan               |
| 13.  | Polsko        | Zuzanna Czapská             |
| 13.  | Polsko        | Maryna Gąsienica-Danielová  |
| 13.  | Polsko        | Magdalena Łuczaková         |
| 13.  | Polsko        | Michał Jasiczek             |
| 13.  | Polsko        | Paweł Pyjas                 |
| 14.  | Sportovci ROV | Anastasija Gornostajevová   |
| 14.  | Sportovci ROV | Julija Pleškovová           |
| 14.  | Sportovci ROV | Jekatěrina Tkačenková       |
| 14.  | Sportovci ROV | Alexandr Andrijenko         |
| 14.  | Sportovci ROV | Ivan Kuzněcov               |
| 15.  | Čína          | Kchung Fan-jing             |
| 15.  | Čína          | Ni Jüe-ming                 |
| 15.  | Čína          | Sü Ming-fu                  |
| 15.  | Čína          | Čang Jang-ming              |

## Vyřazovací fáze

### Pavouk
Paralelní slalom vyřazovacím systémem se jel na sjezdovce Rainbow od 9.00 hodin místního času (UTC+8).
|  | Osmifinále | Osmifinále             | Osmifinále |                        |         | Čtvrtfinále | Čtvrtfinále | Čtvrtfinále |  |   | Semifinále             | Semifinále | Semifinále |                     |                     | Velké finále o zlato | Velké finále o zlato   | Velké finále o zlato |
|  |            |                        |            |                        |         |             |             |             |  |   |                        |            |            |                     |                     |                      |                        |                      |
|  |            |                        |            |                        |         |             |             |             |  |   |                        |            |            |                     |                     |                      |                        |                      |
|  |            | 1                      | Rakousko   | 3                      |         |             |             |             |  |   |                        |            |            |                     |                     |                      |                        |                      |
|  |            |                        |            | 3                      |         |             |             |             |  |   |                        |            |            |                     |                     |                      |                        |                      |
|  |            |                        | 8          | Slovinsko              | 1       |             |             |             |  |   |                        |            |            |                     |                     |                      |                        |                      |
|  | 8          | Slovinsko              | 8          | Slovinsko              | 1       | 2*          |             |             |  |   |                        |            |            |                     |                     |                      |                        |                      |
|  | 8          | Slovinsko              |            |                        |         | 2*          |             |             |  |   |                        |            |            |                     |                     |                      |                        |                      |
|  | 9          | Kanada                 | 2          |                        |         |             |             |             |  |   |                        |            |            |                     |                     |                      |                        |                      |
|  | 9          | Kanada                 | 2          |                        |         |             |             |             |  | 1 | Rakousko               | 2*         |            |                     |                     |                      |                        |                      |
|  |            |                        |            |                        |         |             |             |             |  | 1 | Rakousko               | 2*         |            |                     |                     |                      |                        |                      |
|  |            | 4                      | Norsko     | 2                      |         |             |             |             |  |   |                        |            |            |                     |                     |                      |                        |                      |
|  | 5          | 4                      | Norsko     | 2                      | Francie | 3           |             |             |  |   |                        |            |            |                     |                     |                      |                        |                      |
|  | 5          |                        |            |                        | Francie | 3           |             |             |  |   |                        |            |            |                     |                     |                      |                        |                      |
|  | 12         | Česko                  | 1          |                        |         |             |             |             |  |   |                        |            |            |                     |                     |                      |                        |                      |
|  | 12         | Česko                  | 1          |                        | 5       | Francie     | 2           |             |  |   |                        |            |            |                     |                     |                      |                        |                      |
|  |            |                        |            |                        | 5       | Francie     | 2           |             |  |   |                        |            |            |                     |                     |                      |                        |                      |
|  |            |                        | 4          | Norsko                 | 2*      |             |             |             |  |   |                        |            |            |                     |                     |                      |                        |                      |
|  | 4          | Norsko                 | 4          | Norsko                 | 2*      | 2*          |             |             |  |   |                        |            |            |                     |                     |                      |                        |                      |
|  | 4          | Norsko                 |            |                        |         | 2*          |             |             |  |   |                        |            |            |                     |                     |                      |                        |                      |
|  | 13         | Polsko                 | 2          |                        |         |             |             |             |  |   |                        |            |            |                     |                     |                      |                        |                      |
|  | 13         | Polsko                 | 2          |                        |         |             |             |             |  |   |                        |            |            |                     | 1                   | Rakousko             | 2*                     |                      |
|  |            |                        |            |                        |         |             |             |             |  |   |                        |            |            |                     | 1                   | Rakousko             | 2*                     |                      |
|  |            | 7                      | Německo    | 2                      |         |             |             |             |  |   |                        |            |            |                     |                     |                      |                        |                      |
|  | 3          | 7                      | Německo    | 2                      | Itálie  | 3           |             |             |  |   |                        |            |            |                     |                     |                      |                        |                      |
|  | 3          |                        |            |                        | Itálie  | 3           |             |             |  |   |                        |            |            |                     |                     |                      |                        |                      |
|  | 14         | Sportovci ROV          | 1          |                        |         |             |             |             |  |   |                        |            |            |                     |                     |                      |                        |                      |
|  | 14         | Sportovci ROV          | 1          |                        | 3       | Itálie      | 1           |             |  |   |                        |            |            | Malé finále o bronz | Malé finále o bronz | Malé finále o bronz  | Malé finále o bronz    |                      |
|  |            |                        |            |                        | 3       | Itálie      | 1           |             |  |   |                        |            |            | Malé finále o bronz | Malé finále o bronz | Malé finále o bronz  | Malé finále o bronz    |                      |
|  |            |                        | 6          | Spojené státy americké | 3       |             |             |             |  |   |                        |            |            |                     |                     |                      |                        |                      |
|  | 6          | Spojené státy americké | 6          | Spojené státy americké | 3       | 3           |             |             |  |   |                        |            | 4          | Norsko              | 2*                  |                      |                        |                      |
|  | 6          | Spojené státy americké |            |                        |         | 3           |             |             |  |   |                        |            | 4          | Norsko              | 2*                  |                      |                        |                      |
|  | 11         | Slovensko              | 1          |                        |         |             |             |             |  |   |                        |            |            |                     |                     | 6                    | Spojené státy americké | 2                    |
|  | 11         | Slovensko              | 1          |                        |         |             |             |             |  | 6 | Spojené státy americké | 1          |            |                     |                     | 6                    | Spojené státy americké | 2                    |
|  |            |                        |            |                        |         |             |             |             |  | 6 | Spojené státy americké | 1          |            |                     |                     |                      |                        |                      |
|  |            | 7                      | Německo    | 3                      |         |             |             |             |  |   |                        |            |            |                     |                     |                      |                        |                      |
|  | 7          | 7                      | Německo    | 3                      | Německo | 3           |             |             |  |   |                        |            |            |                     |                     |                      |                        |                      |
|  | 7          |                        |            |                        | Německo | 3           |             |             |  |   |                        |            |            |                     |                     |                      |                        |                      |
|  | 10         | Švédsko                | 1          |                        |         |             |             |             |  |   |                        |            |            |                     |                     |                      |                        |                      |
|  | 10         | Švédsko                | 1          |                        | 7       | Německo     | 2*          |             |  |   |                        |            |            |                     |                     |                      |                        |                      |
|  |            |                        |            |                        | 7       | Německo     | 2*          |             |  |   |                        |            |            |                     |                     |                      |                        |                      |
|  |            |                        | 2          | Švýcarsko              | 2       |             |             |             |  |   |                        |            |            |                     |                     |                      |                        |                      |
|  | 2          | Švýcarsko              | 2          | Švýcarsko              | 2       | 4           |             |             |  |   |                        |            |            |                     |                     |                      |                        |                      |
|  | 2          | Švýcarsko              |            |                        |         | 4           |             |             |  |   |                        |            |            |                     |                     |                      |                        |                      |
|  | 15         | Čína                   | 0          |                        |         |             |             |             |  |   |                        |            |            |                     |                     |                      |                        |                      |

| * – vítěz duelu dle součtu nejlepšího mužského a ženského času |

### Osmifinále
| Legenda                 |
| ----------------------- |
| – modrá trať            |
| – červená trať          |
| – nejrychlejší čas mužů |
| – nejrychlejší čas žen  |

| Č.                                                               | Slovinsko         | čas (s) | Kanada          | čas (s) | body |
| ---------------------------------------------------------------- | ----------------- | ------- | --------------- | ------- | ---- |
| 1.                                                               | Ana Buciková      | 25,96   | Erin Mielzynská | 24,71   | 0:1  |
| 2.                                                               | Miha Hrobat       | 24,50   | Erik Read       | 24,59   | 1:1  |
| 3.                                                               | Andreja Slokarová | 24,07   | Cassidy Grayová | 25,09   | 2:1  |
| 4.                                                               | Žan Kranjec       | 23,85   | Trevor Philp    | 23,53   | 2:2  |
| Slovinsko postoupilo díky nižšímu součtu časů 47,92 s ku 48,24 s |                   |         |                 |         |      |

| Č. | Francie                     | čas (s) | Česko           | čas (s) | body |
| -- | --------------------------- | ------- | --------------- | ------- | ---- |
| 1. | Tessa Worleyová             | 25,10   | Elese Sommerová | DSQ     | 1:0  |
| 2. | Alexis Pinturault           | 24,09   | Kryštof Krýzl   | 24,32   | 2:0  |
| 3. | Coralie Frasseová Sombetová | 25,01   | Tereza Nová     | DNF     | 3:0  |
| 4. | Mathieu Faivre              | 24,13   | Jan Zabystřan   | 24,02   | 3:1  |

| Č.                                                            | Norsko                     | čas (s) | Polsko                     | čas (s) | body |
| ------------------------------------------------------------- | -------------------------- | ------- | -------------------------- | ------- | ---- |
| 1.                                                            | Maria Therese Tvibergová   | DNF     | Maryna Gąsienica-Danielová | 24,94   | 0:1  |
| 2.                                                            | Timon Haugan               | 24,36   | Michał Jasiczek            | 24,66   | 1:1  |
| 3.                                                            | Thea Louise Stjernesundová | 24,28   | Magdalena Łuczaková        | DSQ     | 2:1  |
| 4.                                                            | Fabian Wilkens Solheim     | DNF     | Paweł Pyjas                | 24,71   | 2:2  |
| Norsko postoupilo díky nižšímu součtu časů 48,64 s ku 49,60 s |                            |         |                            |         |      |

| Č. | Itálie               | čas (s) | Sportovci ROV         | čas (s) | body |
| -- | -------------------- | ------- | --------------------- | ------- | ---- |
| 1. | Federica Brignoneová | 25,25   | Julija Pleškovová     | DNF     | 1:0  |
| 2. | Luca De Aliprandini  | 24,14   | Ivan Kuzněcov         | 24,18   | 2:0  |
| 3. | Marta Bassinová      | 25,64   | Jekatěrina Tkačenková | 26,03   | 3:0  |
| 4. | Alex Vinatzer        | 24,51   | Alexandr Andrijenko   | 24,22   | 3:1  |

| Č. | Spojené státy americké | čas (s) | Slovensko      | čas (s) | body |
| -- | ---------------------- | ------- | -------------- | ------- | ---- |
| 1. | Mikaela Shiffrinová    | 25,91   | Rebeka Jančová | 26,55   | 1:0  |
| 2. | River Radamus          | 24,00   | Andreas Žampa  | DNF     | 2:0  |
| 3. | Paula Moltzanová       | 24,98   | Petra Hromcová | 26,45   | 3:0  |
| 4. | Tommy Ford             | 24,72   | Adam Žampa     | 24,53   | 3:1  |

| Č. | Německo          | čas (s) | Švédsko                     | čas (s) | body |
| -- | ---------------- | ------- | --------------------------- | ------- | ---- |
| 1. | Emma Aicherová   | 25,15   | Hanna Aronssonová Elfmanová | DNF     | 1:0  |
| 2. | Linus Straßer    | 24,17   | Mattias Rönngren            | DNF     | 2:0  |
| 3. | Lena Dürrová     | 24,84   | Hilma Lövblomová            | DNF     | 3:0  |
| 4. | Alexander Schmid | 24,05   | Kristoffer Jakobsen         | 23,73   | 3:1  |

| Č. | Švýcarsko             | čas (s) | Čína            | čas (s) | body |
| -- | --------------------- | ------- | --------------- | ------- | ---- |
| 1. | Wendy Holdenerová     | 25,89   | Ni Jüe-ming     | 26,45   | 1:0  |
| 2. | Justin Murisier       | 24,48   | Sü Ming-fu      | 26,52   | 2:0  |
| 3. | Andrea Ellenbergerová | 25,49   | Kchung Fan-jing | 28,54   | 3:0  |
| 4. | Gino Caviezel         | 24,16   | Čang Jang-ming  | 26,04   | 4:0  |

### Čtvrtfinále
| Č. | Rakousko                 | čas (s) | Slovinsko         | čas (s) | body |
| -- | ------------------------ | ------- | ----------------- | ------- | ---- |
| 1. | Katharina Truppeová      | 25,47   | Andreja Slokarová | DNF     | 1:0  |
| 2. | Stefan Brennsteiner      | 23,98   | Miha Hrobat       | DNF     | 2:0  |
| 3. | Katharina Liensbergerová | 25,19   | Tina Robniková    | 25,23   | 3:0  |
| 4. | Johannes Strolz          | DNF     | Žan Kranjec       | 24,19   | 3:1  |

| Č.                                                            | Francie                     | čas (s) | Norsko                     | čas (s) | body |
| ------------------------------------------------------------- | --------------------------- | ------- | -------------------------- | ------- | ---- |
| 1.                                                            | Tessa Worleyová             | 24,51   | Thea Louise Stjernesundová | 24,15   | 0:1  |
| 2.                                                            | Alexis Pinturault           | 23,74   | Timon Haugan               | DNF     | 1:1  |
| 3.                                                            | Coralie Frasseová Sombetová | 24,58   | Maria Therese Tvibergová   | 25,28   | 2:1  |
| 4.                                                            | Mathieu Faivre              | 24,24   | Fabian Wilkens Solheim     | 24,08   | 2:2  |
| Norsko postoupilo díky nižšímu součtu časů 48,23 s ku 49,09 s |                             |         |                            |         |      |

| Č. | Itálie               | čas (s) | Spojené státy americké | čas (s) | body |
| -- | -------------------- | ------- | ---------------------- | ------- | ---- |
| 1. | Federica Brignoneová | 25,02   | Paula Moltzanová       | 24,46   | 0:1  |
| 2. | Luca De Aliprandini  | DNF     | Tommy Ford             | 24,49   | 0:2  |
| 3  | Marta Bassinová      | 25,08   | Mikaela Shiffrinová    | 25,10   | 1:2  |
| 4. | Alex Vinatzer        | 24,82   | River Radamus          | 24,06   | 1:3  |

| Č.                                                             | Německo          | čas (s) | Švýcarsko             | čas (s) | body |
| -------------------------------------------------------------- | ---------------- | ------- | --------------------- | ------- | ---- |
| 1.                                                             | Emma Aicherová   | DNF     | Wendy Holdenerová     | 25,13   | 0:1  |
| 2.                                                             | Alexander Schmid | 23,70   | Justin Murisier       | 24,34   | 1:1  |
| 3.                                                             | Lena Dürrová     | 24,80   | Andrea Ellenbergerová | 24,93   | 2:1  |
| 4.                                                             | Linus Straßer    | DNF     | Gino Caviezel         | 24,11   | 2:2  |
| Německo postoupilo díky nižšímu součtu časů 48,50 s ku 49,04 s |                  |         |                       |         |      |

### Semifinále
| Č.                                                              | Rakousko                 | čas (s) | Norsko                     | čas (s) | body |
| --------------------------------------------------------------- | ------------------------ | ------- | -------------------------- | ------- | ---- |
| 1.                                                              | Katharina Truppeová      | 25,05   | Thea Louise Stjernesundová | 24,62   | 0:1  |
| 2.                                                              | Stefan Brennsteiner      | 23,84   | Timon Haugan               | 24,46   | 1:1  |
| 3.                                                              | Katharina Liensbergerová | 24,44   | Maria Therese Tvibergová   | 25,30   | 2:1  |
| 4.                                                              | Johannes Strolz          | 24,69   | Fabian Wilkens Solheim     | 24,27   | 2:2  |
| Rakousko postoupilo díky nižšímu součtu časů 48,28 s ku 48,86 s |                          |         |                            |         |      |

| Č.                                                                                   | Spojené státy americké | čas (s) | Německo          | čas (s) | body |
| ------------------------------------------------------------------------------------ | ---------------------- | ------- | ---------------- | ------- | ---- |
| 1.                                                                                   | Mikaela Shiffrinová    | 25,03   | Lena Dürrová     | 24,93   | 0:1  |
| 2.                                                                                   | River Radamus          | 23,96   | Linus Straßer    | 24,69   | 1:1  |
| 3.                                                                                   | Paula Moltzanová       | DNF     | Emma Aicherová   | DNF     | 1:2  |
| 4.                                                                                   | Tommy Ford             | 24,84   | Alexander Schmid | 24,00   | 1:3  |
| Aicherová i Moltzanová nedojely do cíle. Němka získala bod, protože vypadla později. |                        |         |                  |         |      |

### Malé finále o bronz
| Č.                                                               | Spojené státy americké | čas (s) | Norsko                     | čas (s) | body |
| ---------------------------------------------------------------- | ---------------------- | ------- | -------------------------- | ------- | ---- |
| 1.                                                               | Paula Moltzanová       | 24,72   | Maria Therese Tvibergová   | 25,46   | 1:0  |
| 2.                                                               | Tommy Ford             | 24,96   | Fabian Wilkens Solheim     | 24,02   | 1:1  |
| 3.                                                               | Mikaela Shiffrinová    | 24,84   | Thea Louise Stjernesundová | 24,32   | 1:2  |
| 4.                                                               | River Radamus          | 24,04   | Timon Haugan               | DNF     | 2:2  |
| Norsko získalo bronz díky nižšímu součtu časů 48,76 s ku 48,34 s |                        |         |                            |         |      |

### Velké finále o zlato
| Č.                                                                 | Rakousko                 | čas (s) | Německo          | čas (s) | body |
| ------------------------------------------------------------------ | ------------------------ | ------- | ---------------- | ------- | ---- |
| 1.                                                                 | Katharina Truppeová      | 25,11   | Lena Dürrová     | 24,59   | 0:1  |
| 2.                                                                 | Stefan Brennsteiner      | 23,72   | Julian Rauchfuss | 24,33   | 1:1  |
| 3.                                                                 | Katharina Liensbergerová | 24,55   | Emma Aicherová   | DNF     | 2:1  |
| 4.                                                                 | Johannes Strolz          | 25,17   | Alexander Schmid | 23,87   | 2:2  |
| Rakousko získalo zlato díky nižšímu součtu časů 48,27 s ku 48,46 s |                          |         |                  |         |      |